# Hall Myyrmäki
Le hall Myyrmäki (finnois : Myyrmäki-halli) est un salle d'athlétisme et de football situé dans le quartier de Myyrmäki à Vantaa en Finlande,

## Présentation
Pour l'athlétisme, la salle dispose d'une piste d'athlétisme, d'une place de saut en longueur et de triple saut, d'une fosse à perches et d'une bâche de lancer. 
La salle a été achevée en 1991. La taille du terrain de jeu au milieu est de 100 × 61 mètres et la hauteur libre mesurée à partir du centre est de 18 mètres. 
La tribune compte 1000 places.
La surface du terrain, installée en 2001, est en gazon de football de type Saltex Greenie. 
L'éclairage dans le hall a une force de 500 lux. 
La salle dispose également d'une cafétéria, de huit vestiaires et de deux salles de réunion.